# Włodzimierz Mikulski
Włodzimierz Mikulski – polski matematyk, doktor habilitowany nauk matematycznych. Specjalizuje się w geometrii różniczkowej. Profesor nadzwyczajny Katedry Geometrii Instytutu Matematyki Wydziału Matematyki i Informatyki Uniwersytetu Jagiellońskiego.

## Życiorys
Matematykę ukończył na Uniwersytecie Jagiellońskim w 1981, gdzie następnie rozpoczął studia doktoranckie. Stopień doktorski uzyskał w 1987, broniąc pracy przygotowanej pod kierunkiem Jacka Gancarzewicza. Habilitował się na macierzystej uczelni w 1998 na podstawie oceny dorobku naukowego i publikacji pt. Some natural operations in differential geometry and their classifications. 
Swoje prace publikował w takich czasopismach jak m.in. „Differential Geometry and Its Applications”, „Colloquium Mathematicum", „Annales Polonici Mathematici”, „Czechoslovak Mathematical Journal" oraz „Geometriae Dedicata".
Należy do Polskiego Towarzystwa Matematycznego.